# 加藤愛夫
加藤 愛夫（かとう あいお（まなお）、1902年4月19日 - 1979年10月23日）は、北海道出身の詩人、養鶏家。

## 略歴
本名は加藤松一郎。1902年（明治35年）4月、北海道雨竜郡北竜村生まれ。真竜小学校を卒業後、1914年（大正3年）に早稲田実業学校へ進学する。
1916年（大正5年）に帰郷。1921年（大正10年）、詩人の生田春月に師事し、春月主宰の同人誌「文芸通報」をはじめ、各種の詩誌に掲載されるようになる。『日本詩人』に参加、尾崎喜八、更科源蔵らと関わる。他に小熊秀雄、鈴木正輝、下村保太郎、入江好之、渡辺茂などと交流し、『北緯五十度』『港街』に詩を発表。
1932年（昭和7年）、岩見沢に住まいを移し、養鶏場を経営しながら、詩人として活躍。また小西米作らと文化活動をはじめ、後に文化連盟を結成する。
1937年（昭和12年）、日中戦争に出征、1938年（昭和13年）には小説「支那農村記」を発表。1941年（昭和16年）、小田邦雄、山下秀之助、更科源蔵らと「北方文芸」を創刊。
太平洋戦争後、奥保、伊藤廉、長井菊夫と「詩人種」を創刊。1958年から北海道詩人協会の監事、理事を歴任し、のちに会長に。「情緒」同人として活躍。1968年（昭和43年）、弟子の枯木虎夫が第一回小熊秀雄賞を受賞する。
1969年（昭和44年）、「文学岩見沢」（加藤愛夫編、文学岩見沢の会）が創刊される。1972年（昭和47年）、北海道文化賞を受賞。
1973年（昭和48年）、翌年の岩見沢市開基90年、市制30周年を祝すための「交響詩岩見沢」の作詞を行う。作曲は川越守。1977年には岩見沢市鳩が丘公園に歌碑がたてられ、「交響詩岩見沢の会」が結成されるなど、市民に親しまれた。1979年（昭和54年）10月23日、肺癌のため死去。
2019年（令和元年）11月23日から翌年2月16日にかけて、没後40年を記念して岩見沢郷土科学館において企画展「郷土の詩人、加藤愛夫」が開催。

## 著書

### 詩集
- 「従軍」（国詩評林社、1938）
- 「進軍」（河出書房、1940）
- 「幻虹」（北海道詩人協会、1961）
- 「夕陽無限」（北書房、1972）

### 随筆・評論
- 「百姓ぐらし」（白都書房、1946）
- 「鶏」（加藤松一郎名義、柏葉書院、1947）
- 「詩人のいる風景」（青土社、1970）
- 「バイエルンの秋」（情緒刊行会、1977）北海道新聞文化使節団員としての紀行文

### 評伝
- 「中村武羅夫　その人と作品」（長井菊夫との共編著、中村武羅夫文学碑建立期成会、1969.5）
- 「中村武羅夫　文学と生涯」（いわみざわ文学叢書刊行会、1976）
- 「辻村もと子　人と文学」（いわみざわ文学叢書刊行会、1979.8）

### 編書
- 「輝く郷土部隊 第1編 盧溝橋事件より徐州会戦まで」（加藤愛夫編、北方文化出版社、1941）
- 「輝く郷土部隊 第2編 廣東・漢口攻略戰より昭和十四年末まで」（加藤愛夫編、北方文化出版社、1942.1）
- 「日本凍苑　北海道詩人集」（北方民生協会、1952）

### 没後の刊行書
- 「加藤愛夫追悼集」加藤成美、1980.10
- 「いたどりの道 : 北竜町のルーツ」加藤愛夫著、加藤愛夫遺稿刊行委員会、1985.9